# Генетическое объяснение
Генетическое объяснение (от греч. genetikos — относящийся к рождению, происхождению) — особый теоретический способ реконструкции и объяснения, сложившийся под влиянием работ Ф. Ницше, К. Маркса, методологического направления в истории (Д. Петрушевский), работ Московского методологического кружка (Г. Щедровицкий) и М. Фуко.
Концепция генетического объяснения предполагает, что любой изучаемый феномен может быть истолкован исторически, с точки зрения его развития и становления. Примером такого развития может служить дарвиновская теория происхождение видов, в которой он описывает и объясняет, как происходило развитие человека от обезьяноподобного предка. Так же некоторые антропологические исследования предлагают концепцию объяснения становления человека как социального существа при наличии определенных предпосылок (изменение климата, попадание человекообразных обезьян с развитой сигнальной системой и сильной властью вожака в экстремальные для жизни ситуации, переход к «парадоксальному поведению»). Однако, необходимо отметить, что при том, что генетическое объяснение в какой-то степени опирается на историческое описание феномена, тем не менее, его нельзя приравнивать к исторической справке о феномене. Для генетического объяснения исторические факты — это, с одной стороны, «эмпирические леса», помогающие выстраивать само объяснение, с другой — примеры, подкрепляющие это объяснение.
В современной философии и науке роль генетического объяснения возрастает, обращения к такому типу объяснения являются достаточно частыми.

## Разделение понимания и объяснения
Отдельного внимания разделению понятий понимание и объяснение. В рамках данной работы, такое разделение является необходимым, поскольку мы говорим именно о генетическом объяснении. Ещё Дильтей отмечал важность такого разделения. Это противостояние во многом характерно для философской позиции, в которой есть разделение реальности на природу и дух (науки также делят на науки о природе и науки о духе). Схематично эту дихотомию можно представить следующим образом: науки о природе имеют дело с наблюдаемыми фактами, которые, как и природа, со времен Г. Галилея и Р. Декарта подвергаются математизации: затем следуют процедуры верификации, которые определяются фальсифицируемостью гипотез (см. сэр Карла Поппера). Отдельно, в рамках нашего рассмотрения, нужно разобраться с тем, что же такое объяснение. Объяснения — это родовое имя для трех разных процедур — генетического объяснения, исходящего из предшествующего состояния; материального объяснения, опирающегося на лежащую в основании систему меньшей сложности; структурного объяснения через синхронное расположение элементов или составляющих частей. Таким образом, выделяют три основные модели объяснения: каузальную, генетическую, структурную.

## Понятие генетического объяснения в психологии

### Вильгельм Дильтей
Немецкий философ Вильгельм Дильтей в своей работе «Введение в науки о духе» (нем. Einleitung in die Geisteswissenschaften, 1880) выделял две системы: каузально-генетическое объяснение и интуитивное. Оно полагал, что история как целое не имеет своего смысла; им обладают лишь «культурные системы». Его подход к рассмотрению истории считается попыткой соединения двух систем: каузально-генетического объяснения английского позитивизма и интуитивного понимания немецкого идеализма. В своей работе «Описательная психология» он говорит о том, что «природу мы объясняем, душевную жизнь понимаем». Дильтей, утверждая что предметом наук о духе является жизнь, говорит, что «жизнь не может предстать перед судейским креслом разума». «Во всяком понимании, — говорит Дильтей, — имеется иррациональное, как иррациональна и сама жизнь». Познание же природы — это предметное знание, это объяснение.

### Зигмунд Фрейд
В метапсихологии Фрейд выделяет пять основных подходов к психики как целостной структуре: динамический, экономический, структурный, генетический и адаптивный. В данной работе, нас, в особенности, будет интересовать генетический подход, который имплицитно содержится в работах Фрейда и получает своё подробное рассмотрение также и в работах более поздних теоретиков психоанализа. Генетический подход обеспечивает концептуализацию временных параметров интрапсихических феноменов. Главное внимание уделяется прогрессивному развитию от младенчества до взрослого возраста; при этом считается, что понимание психики взрослого невозможно без знания фактов и обстоятельств его детства. Таким образом, в концепции Фрейда генетический подход к объяснению фактов психики является наиболее продуктивным для формирования полной картины личности уже взрослого человека. Поэтому во время сеансов психоаналитического консультирования, психоаналитик уделяет большое внимание именно развитию личности, начиная с самого младшего возраста. Благоприятным также считается обращение к родителям с целью узнать, как протекала беременность и первые месяцы жизни человека.

### Жан Пиаже
Швейцарский психолог и философ Жан Пиаже известен своими исследованиями в области детской психологии. Ж. Пиаже развил свой подход в науку о природе познания — генетическую эпистемологию. В своих работах по генетической психологии Пиаже не только использует системно-структурный анализ, он также отмечает, что любое явление невозможно объяснить только силами такого анализа, поэтому он не может служить самодостаточным инструментом психологического исследования. Только лишь если мы будем включать в наше исследование условия появления и законы развития структур, можно объяснить их природу и закономерности функционирования. Таким образом, положение о генетическом методе как о руководящем методологическом принципе для Пиаже является ключевым, особенно в психологическом исследовании. Основным предметом рассмотрения Пиаже является механизм формирования интеллекта ребенка, Пиаже подчеркивал, что в научной психологии всякое исследование должно начинаться с изучения развития и что именно формирование умственных механизмов у ребенка лучше всего объясняет их природу и функционирование у взрослого. На генетической основе, по мнению Пиаже, должны строиться не только отдельные науки, но и теория познания. Эта идея стала основой создания им генетической эпистемологии, то есть науки о механизмах и условиях формирования у человека различных форм и типов знаний, понятий, познавательных операции и т.д.
Следовательно, можно сделать вывод о том, что концепция генетического объяснения у Жана Пиаже убедительно доказывает, что истоки более высоких уровней мышления созревают внутри предыдущих. То есть, для того, чтобы понять сложные уровни явления, для начала необходимо поступательно рассмотреть предыдущие уровни. Однако, как доказывают работы отечественных авторов, переход к высшим генетическим ступеням выражается не только в развитии новых видов мышления, но и в изменении всех тех, которые возникли на предыдущих ступенях. Поэтому, развитие мышления самого по себе не может быть изучено, а только в тесной связи с самим человеком, и по мере того, как он поднимается на высшую ступень, на эту высшую ступень поднимаются все стороны его сознания, все аспекты его мышления.

## Генетическое объяснение у Карла Маркса
Также к генетическому объяснению в своих работах обращается и Карл Маркс. Исследователи его деятельности также нередко пытаются рассмотреть это понятие, поскольку оно является крайне важным для реконструкции метода, которым пользуется Карл Маркс в своих трудах. Так, например, вывод, к которому приходит Вышеславцев: у Маркса происходит смешение генетического (то есть причинного) объяснения с систематической оценкой. Маркс утверждал, что капитализм «необходимо» создает пролетариат, который «необходимо» уничтожает капитализм. Здесь две необходимости: первая — генетическая, вторая — вытекающая из оценки, требующая волевого акта (пролетариат решает произвести революцию ради идеальной цели коммунизма). Следовательно, можно реконструировать понимание генетического объяснения Маркса. В первую очередь, автор обращается к генетическому, в смысле причинности; то есть говорит о происхождении того или иного исследуемого явления. Более того, по Марксу генетическая необходимость не может служить оправданием того, что она обосновывает. По той причине, что всё имеет определённые причины. Для него социальная революция может быть оправдана по той причине, что она воспринимается как должное, а капитализм, напротив, это то, чего не должно быть в принципе. Таким образом, обращаясь к понятию генетического объяснения у Карла Маркса, можно сделать вывод о том, что основной характеристикой такого определения будет являться его способность указать на причины и показать ход развития того или иного явления. Также понятие генетического объяснения появляется тогда, когда мы начинаем говорить об анализе. При проведении любого анализа, считает Маркс, необходимо пользоваться генетическим объяснением. Маркс считает «необходимой предпосылкой генетической трактовки, понимания действительного процесса формообразования в его различных фазах». Конечно, в связи с этой темой, необходимо вспомнить и о том, что генетическое объяснение может быть применено к концепции Маркса в целом. Его теория построена таким образом, что она постоянно опирается именно на генетическое объяснение. Что здесь имеется ввиду? Что при помощи генетического объяснения Маркс выстраивает теорию, в которой все виды отношений можно вывести из производственных, а все изменения порождаются классовой борьбой. Таким образом, именно это может считаться причиной любого явления, поскольку всё изначально генетически выводится именно из производственных отношений и классовой борьбы. Следовательно, генетическое объяснение является наиболее важным инструментом в работах Карла Маркса.
Маркс придает экономической структуре первенство в объяснении развития производительных сил. Например, в «Коммунистическом манифесте» он утверждает, что «буржуазия не может существовать без постоянной революции в инструментах производства». Так, уже упомянутая теория о происхождении видов Дарвина, говорит о выживании сильнейших (наиболее приспособленных). В этом случае «наиболее приспособленный», по Марксу, будет означать «наиболее способный руководить развитием производительных сил». Изменение шансов будет зависеть от людей, пробующих новые типы экономических отношений. Поэтому, генетическое объяснение у Карла Маркса является основным инструментом объяснения всех отношений, так как генетически выводит их из производственных отношений.

## Генетическое объяснение у Мишеля Фуко
«Археология знаний» исходит из фундаментального изменения природы истории, которую Фуко видит у Маркса. Одним из аспектов этого изменения является отношение историка к документу, записи и ряду дискурсов. Однажды историк попытался воссоздать прошлое через документ путем интерпретации и усиления. Именно поэтому объектом историка стал сам документ. Фуко находит объект, обычно изучаемый интеллектуальной историей, отдельным произведением или творчеством автора («oeuvre»), недостаточным для его археологии. Он предпочитает исследовать концепции, темы и парадигмы на всех уровнях дискурса — «дискурсивные закономерности». Изменения в закономерностях дискурса происходят постоянно, но наиболее важным среди этих изменений является нечастая преемственность того, что Фуко называет эпистемами, идеи, которые период держит о фундаментальной природе знания, которые определяют поле отношений и возможностей, в которых возникают все дискурсы. Более того, Фуко видит изменение в эпистемах, происходящее примерно между 1775 и 1825 годами, когда упорядочение знаний на основе классификации, качественных различий и статических «рядов рядов» понятий уступило место другому, основанному на органических структурах, функциональных различиях и последовательности во времени. Эти изменения определяют границы между периодами интеллектуальной истории. В то же время, Фуко утверждает, что эпистема — это не только последняя попытка сохранить понятие Zeitgeist («дух времени») Фуко считает: «Описанные мною отношения представляют ценность для определения одной частной конфигурации; они отнюдь не являются знаками для описания облика культуры во всей его целостности».
Фуко выделял три элемента, формирующие конфигурацию знания: матезис (упорядочивание простых объектов), таксономия (упорядочивание сложных объектов) и генезис или генетический анализ — сам процесс упорядочивания, обеспечивающий философские основания для всего классического знания. Он выводит возможности археологии знания как метода за пределы узкой дисциплинарной спецификации, считая, что он, восстанавливая генеалогию знания, позволяет реконструировать целые культурно-интеллектуальные, исторически маркированные эпохи, выражаемые через понятие «эпистема» в работе «Слова и вещи. Археология гуманитарных наук», но практически не используемом в «Археологии знания». Тем самым «Археология знания» не только подводит черту под первым периодом творчества автора, фиксируя его определённую концептуальную завершённость, но и намечает разрыв с ним, открывая перспективу движения Фуко в новый (постструктуралистский) период его творчества.
Таким образом, генетическое объяснение у Фуко необходимо, в первую очередь, для проведения анализа (как и у Маркса). Более того, с помощью генетического объяснения происходит формирование высказываний, по отношению к которым устанавливаются родственные связи, генезис, изменения, историческая прерывность и непрерывность.

## Генетическое объяснение у Г. П. Щедровицкого
Г. П. Щедровицкий рассматривал генетическое объяснение в первую очередь как инструмент построения содержательной генетической логики. Стоит отметить, что в его понимании генетическое мышление — это то, которое учитывало бы его историческое развитие. Поэтому все осуществляемые им процедуры анализа и последующее построение сложных структур должны были трактоваться как соответствующие общему историко-генетическому принципу. Автор развивает идею проведения анализа рассуждений и дальнейшее складывание из структур операций более сложных структур как части или этапы единого процесса генетического исследования.
Методология, которая мыслится в онтологическом горизонте системнодеятельностного подхода, выступает как сфера или организм деятельности. Определение некоторой системы в качестве «сферы деятельности» подразумевает, что ее цель и назначение, в результате, состоят не в том, чтобы обслуживать другие сферы или организмы, а в саморазвитии. Это отличает методологию генетического мышления от конкретно-научного (естественнонаучного), которое ориентируется на «деятельностную», а не на «природную» действительность. Таким образом, методологию можно определить как сферу и форму деятельности, направленную на выделение парадигм ассимилируемой ею «практической» деятельности. «Методология науки мыслится как прикладная дисциплина инженерного типа, а ее предмет — как задаваемый в первую очередь не спецификой изучаемой деятельности, а совокупностью задач, решение которых надо обеспечить необходимыми средствами». Не все, что находится на вооружении методологии, имеет парадигмальный характер, точно также как в научной деятельности используются отнюдь не только знания, но и качественно иные логико-эпистемологические единицы (проблемы, методы и т. п.). Необходимым «материалом» методологического мышления и деятельности являются именно знания, и прежде всего научные знания. В генетическую структуру любой парадигмы, так или иначе, включены знания, поскольку «методологические принципы не есть произвольная конструкция ума, но итог, вывод из истории познания и практики».
Таким образом, в парадигме генетического объяснения у Щедровицкого, генетическая теория отнюдь не имитирует и не изображает процессы исторического развития знания. В этом контексте необходимо рассмотреть множество, массу разнообразных структур и форм, которые реально были в истории человеческого мышления (а это значит — и осознавались в специфических формах: не как знание, а как метафизика, или онтология, как логика, как грамматика).

## Противопоставление телеологическому объяснению
Для начала обратимся к самому термину телеология. Телеология (греч. τέλειος—цель, λόγος — учение) — религиозно-философское учение о наличии в мире объективных внечеловеческих целей и целесообразности. Главной задачей телеологии является ответ на вопрос: «зачем» и «с какой целью» совершается то или иное действие. Телеологическое объяснение на основе целого противоположно механическому объяснению, исходящему из отдельных частей.
Термин «телеология» был введен Г. фон Вольфом в 1740 г., однако основы этого определения были заложены еще в античной философии. Так, Аристотель выделяет понятие цели (τελος). Для него цель выступает необходимым предназначением как для всего живого, так и для Космоса. Аристотель выделил формальную, действующую и целевую причины, которые объясняли существование всех предметов. В немецкой трансцендентально-критической философии оформляется особый — целевой — тип причинности, выступающий альтернативой механистическому детерминизму лапласовского типа и апплицированный, прежде всего, на социально-гуманитарное познание (телеология как способ объяснения истории у И. Г. Фихте и объективная характеристика царства духа у Ф. В. Й. Шеллинга, телеологизм как закономерность развития исторического процесса у Г. В. Ф. Гегеля.) Кант особым образом развивал идеи телеологии. Он выделил особый вид причинности, который помогал определить все процессы как «цели природы». Кант считал, что «целесообразность природы есть… особое априорное понятие, которое имеет свое происхождение исключительно в рефлектирующей способности суждения». Кант подвергает сомнению объективный смысл «целей природы», телеологических «конечных причин». Таким образом, принцип «конечных причин» антропоморфен, то есть присущ только деятельности человека.
Телеологическое объяснение может быть рассмотрено как целевое объяснение целенаправленного поведения живых существ, особенно человека, например, с точки зрения целей, мотивов, причин и т. д. . Телеологическое объяснение обозначает сущность как живых, так и неживых объектов целесообразной и соответствующей природе. Человеку как биологическому виду внутренне соответствует стремление к «рациональной деятельности». От других живых существ человека выделяет то, что в процессе удовлетворения потребностей, характерных для всего биологического сообщества, и достижения в связи c этим целей, человек следует моральным принципам, опирается на категории добра и зла.
Такой подход к объяснению причин поведения, например, отличается от генетического подхода. Поскольку генетический подход, в первую очередь, направлен на то, чтобы искать причины не в автономных мотивах и целях, а в конкретных условиях формирования и аспектах реальной ситуации в которую погружён индивид. Хотелось бы отметить, что существуют телеологические теории ментальных содержаний, согласно которым то, что представляет представление, зависит от функций систем, которые производят или используют представление. Таким образом, эти теории в большей степени направлены на рассмотрение функционала системы (например, отделов головного мозга и их функции), а не на процесс возникновения и формирования. То есть, например, если мы рассматриваем амигдалу, то с точки зрения телеологического подхода к объяснению, мы скорее будем говорить о том, что функционал амигдалы зависит от той системы в которую они входят: миндалина является частью лимбической системы, которая, как считается, является «котлом эмоций», поэтому амигдала также отвечает за эмоциональные реакции. С точки же зрения генетического объяснения, мы будем рассматривать амигдалу, как это структура формировалась, когда появилась, влияние каких гормонов испытывает.

## Список литературы
1. Войтов А. Наглядность, визуалистика, инфографика системного анализа. — Дашков и К, 2018. — 213 с. — ISBN 978-5-394-03183-0.
2. Выготский Л. С. Мышление и речь. Психологические исследования / Щербакова В.. — Москва: Национальное образование, 2019
3. Вышеславцев Б. П. Сочинения. — М.: Раритет, 1995
4. Джери Д. Большой толковый социологический словарь Т. 2: П-Я. / Н. Н. Марчу. — Москва: Вече : АСТ, 1999. — 527 с с. — ISBN 5-7838-0427-4.
5. Дильтей В. Собрание сочинений в 6 т. / под ред. A. B. Михайлова и Н. С. Плотникова. — Т. 1: Введение в науки о духе: Опыт полагания основ для изучения общества и истории : пер. с нем. / под ред. B. C. Малахова. — М. : Дом интеллектуальной книги, 2000.
6. Дильтей В. Описательная психология / перевод с нем. Е. Д. Зайцевой; под ред. Г. Г. Шпета. — Изд. 2-е. — СПб. : Алетейя, 1996
7. Кант И. Сочинения в 6 томах., т. 5, М.: Мысль, 1966
8. Касавин И. Т. Энциклопедия эпистемологии и философии науки. — Москва: «Канон+»; РООИ; «Реабилитация», 2009
9. Можейко М. А., Г. Г. Кириленко. Е. В. Шевцов. А. И. Симонов. Телеология. Центр гуманитарных технологий (08.02.2020)
10. Рикёр П. Новая философская энциклопедия. В четырех томах. / Ин-т философии РАН. Научно-ред. совет: В. С. Степин, А. А. Гусейнов, Г. Ю. Семигин. М., Мысль, 2010, т. III, Н
11. Рогов Е. И. Общая психология: Курс лекций для первой ступени педагогического образования/ Сост. Е. И. Рогов. — М.: Гу- манит. изд. центр ВЛАДОС, 2000
12. Розова С. С. Проблема предмета науки // Проблемы методологии науки, Новосиб., 1985
13. Фрейд З. По ту сторону принципа удовольствия / Психология бессознательного. (под ред. А. М. Боковикова и С. И. Дубинской). Пер. с нем. А. М. Боковикова. — М.: ООО «Фирма СТД», 2006
14. Фуко М. Археология знания / Пер. с фр. М. Б. Раковой, А. Ю. Серебрянниковой; вступ. ст. А. С. Колесникова. — СПб.: ИЦ «Гуманитарная Академия»; Университетская книга, 2004
15. Щедровицкий Г. П. Процессы и структуры в мышлении. / Цикл лекций. Из архива Г. П. Щедровицкого. Т. 6. — М., «Путь», 2003. // Электронная публикация: Центр гуманитарных технологий. — 28.07.2008
16. Amunts K., Kedo O., Kindler M., Pieperhoff P., Mohlberg H., Shah NJ, Habel U., Schneider F., Zilles K (December 2005). «Cytoarchitectonic mapping of the human amygdala, hippocampal region and entorhinal cortex: intersubject variability and probability maps». Anatomy and Embryology. 210 (5-6): 343-52. doi:10.1007/s00429-005-0025-5.
17. Charles D. Aristotle//The Oxford Companion to Philosophy. Oxford: Oxford University Press, 1995
18. Gutting Gary Michel Foucault’s Archaeology of Scientific Reason. — Cambridge, etc.: Cambridge University Press, 1989. — ISBN 0-521-36619-4
19. Marx K.: Selected Writings, 2nd edition, David McLellan (ed.), Oxford: Oxford University Press, 2000.
20. Neander K. Teleological Theories of Mental Content. Stanford Encyclopedia of Philosophy (First published Fri Jun 18, 2004; substantive revision Tue Jan 3, 2012).
21. Wolff J, Karl Marx. Stanford Encyclopedia of Philosophy (First published Tue Aug 26, 2003; substantive revision Wed Apr 12, 2017).
22. Woodfield A. Teleology. Cambridge: Cambridge University Press, 1976